# NGC 4393
NGC 4393 é uma galáxia espiral barrada (SBcd) localizada na direcção da constelação de Coma Berenices. Possui uma declinação de +27° 33' 43" e uma ascensão recta de 12 horas, 25 minutos e 51,3 segundos.
A galáxia NGC 4393 foi descoberta em 11 de Abril de 1785 por William Herschel.